# Sunshine Dizon
Sunshine Dizon (tên khai sinh Margaret Sunshine Cansancio Dizon; ngày 3 tháng 7 năm 1986) là một nữ diễn viên người Philippines.

## Đóng phim

### Truyền hình
| Năm phát sóng | Tên phim                                      | Vai diễn                                    | Kênh phát sóng    | Nguồn             |
| ------------- | --------------------------------------------- | ------------------------------------------- | ----------------- | ----------------- |
| 2021          | ASAP Natin 'To                                | Chính mình                                  | Kapamilya Channel |                   |
| 2021          | Marry Me, Marry You                           | Maria Pauleene "Paula" Justiniano           | Kapamilya Channel | [ 1 ]             |
| 2021          | It's Showtime                                 | Chính mình                                  | Kapamilya Channel |                   |
| 2019–2021     | Magkaagaw                                     | Laura Ramirez-Santos/Laura Ramirez-de Villa | GMA Network       |                   |
| 2019          | Inagaw na Bituin                              | Belinda Lopez-Sevilla                       | GMA Network       |                   |
| 2018          | Inday Will Always Love You                    | Martina Lazaro                              | GMA Network       |                   |
| 2018          | Kambal, Karibal                               | Maricar Akeem Nazar                         | GMA Network       |                   |
| 2016–2018     | Ika-6 na Utos                                 | Emma D. De Jesus-Fuentabella                | GMA Network       |                   |
| 2016          | Encantadia                                    | Sang'gre Adhara                             | GMA Network       |                   |
| 2015–2016     | Little Nanay                                  | Helga Vallejo-Cubrador                      | GMA Network       |                   |
| 2015          | Pari 'Koy                                     | Noemi Espiritu-Cruz                         | GMA Network       |                   |
| 2014–2015     | Strawberry Lane                               | Elaine Tolentino-Morales                    | GMA Network       |                   |
| 2013–2014     | Villa Quintana                                | Iluminada "Lumeng" Digos-Samonte            | GMA Network       | [ 2 ]             |
| 2013          | Anna Karenina                                 | Perlita Mendoza                             | GMA Network       |                   |
| 2013          | Mundo Mo'y Akin                               | Perlita Mendoza                             | GMA Network       | [ 3 ]             |
| 2009          | Sine Novela: Tinik Sa Dibdib                  | Lorna Yadao-Domingo                         | GMA Network       |                   |
| 2009          | All About Eve                                 | Erika Alegre Reyes                          | GMA Network       |                   |
| 2007          | Carlo J. Caparas' Kamandag                    | Reyna Ragona                                | GMA Network       |                   |
| 2007          | La Vendetta                                   | Eloisa Salumbides-Cardinale                 | GMA Network       | [ 4 ] [ 5 ] [ 6 ] |
| 2007          | Impostora                                     | Sara Carreon/Vanessa "Nessa" Cayetano       | GMA Network       | [ 7 ] [ 8 ]       |
| 2006          | Carlo J. Caparas' Bakekang                    | Jacoba "Bakekang" Maisog                    | GMA Network       | [ 9 ] [ 10 ]      |
| 2006          | Mars Ravelo's Captain Barbell                 | Blanca/Clarissa Magtangol/Ex-O              | GMA Network       |                   |
| 2006          | Encantadia: Pag-ibig Hanggang Wakas           | Sang'gre Pirena                             | GMA Network       |                   |
| 2005–2006     | Etheria: Ang Ikalimang Kaharian ng Encantadia | Sang'gre Pirena                             | GMA Network       |                   |
| 2005–2006     | Now and Forever: Agos                         | Erika Arevalo                               | GMA Network       |                   |
| 2005          | Encantadia                                    | Sang'gre Pirena                             | GMA Network       |                   |
| 2002          | Kahit Kailan                                  | Bettina De Guzman/Betchay                   | GMA Network       |                   |
| 2001          | Kung Mawawala Ka                              | Rosa Camilla Montemayor                     | GMA Network       |                   |
| 2001          | Ikaw Lang ang Mamahalin                       | Clarissa Delos Santos                       | GMA Network       |                   |
| 2000          | Umulan Man o Umaraw                           | Rebecca                                     | GMA Network       |                   |
| 1997          | T.G.I.S.                                      | Carla "Calai" Escalante                     | GMA Network       |                   |
| 1996          | Anna Karenina                                 | Anna Karenina "Karen" Villarama             | GMA Network       |                   |

### Điện ảnh
| Năm công chiếu | Tên phim                                      | Vai diễn          | Ghi chú                   | Nguồn  |
| -------------- | --------------------------------------------- | ----------------- | ------------------------- | ------ |
| 1986           | God's Little Children                         | Anna              |                           |        |
| 1986           | Salamangkero                                  | Freza             |                           |        |
| 1988           | Guhit ng Palad                                | Sunshine Salvador |                           |        |
| 1988           | One Day, Isang Araw                           | Sunshine          |                           |        |
| 1988           | Sheman: Mistress of the Universe              | Công chúa Aliksha |                           |        |
| 1988           | Patrolman                                     |                   |                           |        |
| 1989           | Si Malakas, at Si Maganda                     | Anna trẻ          |                           |        |
| 1989           | Florencio Dino Public Enemy No. 1 of Caloocan |                   |                           |        |
| 1989           | Tatak ng Isang Api                            |                   |                           |        |
| 1989           | Bote, Dyaryo, at Garapa                       |                   |                           |        |
| 1989           | Kung Kasalanan Man                            |                   |                           |        |
| 1989           | Pulis, Pulis sa Ilalim ng Tulay               | Liza              |                           |        |
| 1989           | Huwag Kang Hahalik Sa Diablo                  | Kulit             |                           |        |
| 1991           | Kapitan Jaylo: Batas sa Batas                 | Baby              |                           |        |
| 1993           | Silang Mga Sisiw sa Lansangan                 | Teresa            |                           |        |
| 1994           | Kadenang Bulaklak                             | Jasmine trẻ       |                           |        |
| 1995           | Jessica Alfaro Story                          | Con gái Jesssica  |                           |        |
| 1995           | Kahit Butas ng Karayom                        | Mimi              |                           |        |
| 1999           | Hindi Pa Tapos ang Laban                      |                   |                           |        |
| 1999           | Honey, My Love, So Sweet                      | Liza              |                           |        |
| 1999           | Kiss Mo Ko                                    | Dindi             |                           |        |
| 2002           | Mga Batang Lansangan Ngayon                   | Alma              |                           |        |
| 2003           | Filipinas                                     | Diana             |                           |        |
| 2004           | Kilig...Pintig....Yanig                       | Natasha           |                           |        |
| 2004           | Masikip sa Dibdib                             | Brigitte          |                           |        |
| 2004           | Sabel                                         | Toni              | Vai diễn không ghi danh   |        |
| 2005           | Mulawin The Movie                             | Sang'gre Pirena   | Cũng là nhà sản xuất phim |        |
| 2009           | Sundo                                         | Louella           |                           | [ 11 ] |
| 2014           | Kamkam                                        | Elaine            |                           |        |
| 2014           | Hustisya                                      | Lorena            |                           |        |
| 2016           | Fruits N' Vegetables: Mga Bulakboleros        | Nữ hiệu trưởng    |                           |        |
| 2018           | Rainbow's Sunset                              | Marife            |                           |        |
| 2019           | Mystified                                     | Althea            |                           |        |